# Burdett (New York)
Pour les articles homonymes, voir Burdett.
Burdett est un village du comté de Schuyler, dans l'État de New York, aux États-Unis,. En 2010, il comptait une population de 340 habitants.

## Démographie
Lors du recensement de 2010, le village comptait une population de 340 habitants, tandis qu'en 2019, elle est estimée à 316 habitants.